# Genar Andrinúa
Genar Andrinúa Cortabarría (Bilbao, 9 de maio de 1964) é um ex-futebolista espanhol.

## Carreira
Genar Andrinúa fez parte do elenco da Seleção Espanhola de Futebol da Copa do Mundo de 1990. Ele fez quatro presenças.

## Títulos

### Clube
Athletic Bilbao
- La Liga: 1983–84
- Copa del Rey: 1983–84

### Internacional
Espanha Sub-21
- Europeu Sub-21: 1986[2]